# Okhale
Okhale (nep. ओखले) – gaun wikas samiti we wschodniej części Nepalu w strefie Sagarmatha w dystrykcie Udayapur. Według nepalskiego spisu powszechnego z 2001 roku liczył on 464 gospodarstw domowych i 2666 mieszkańców (1324 kobiet i 1342 mężczyzn).